# Azorella aretioides
Azorella aretioides är en flockblommig växtart som beskrevs av Carl Ludwig von Willdenow och Dc. Azorella aretioides ingår i släktet Azorella och familjen flockblommiga växter. Inga underarter finns listade i Catalogue of Life.